# シャイニングウィル
有限会社シャイニングウィル（shining will）は、日本の芸能プロダクション。

## 概要
主に男女それぞれのアイドルグループ、グラビアアイドルのプロデュース、マネージメントを行っている。2015年にはワンモア、オルツ、電通と共に所属グラビアアイドルである篠崎愛の人工知能を作成する実験プロジェクト、“篠崎AIプロジェクト”をクラウドファンディングサイト「GREENFUNDING by T-SITE」にて行ったことで話題となった。
2025年5月6日に開催した百川晴香のBety卒業ライブにて、2025年6月1日より取締役社長に百川が、取締役副社長に宮内桃子が就任する事を発表。

## 所属タレント
- 百川晴香
- 宮内桃子
- Bety
  - うり（宮瓜笑叶）
  - 花咲心菜
  - 結貴漓南
- シチュエーションシップ
  - 小坂さな
  - 葉月花音
  - 土井まな

## 過去の所属者
- いとうあこ
- イヴォンヌ
- ツボミ
- 七美こはる
- 三幣昂汰
- 中川新菜
- 京本有加
- 佐倉芽衣
- 佐藤さやか
- 佐藤絵里香
- 函田ゆうみ
- 宮下遥
- 原田ともみ
- 取池奈々
- 吉原凛
- 堀田ゆい夏
- 塚本舞
- 大崎みらい
- 太田千晶
- 姫川さゆり
- 安栄美音
- 宮瀬葵菜
- 寺本朱里
- 小宮あずさ
- 山下はるひ
- 山中ゆき[注釈 1]
- 山口水季
- 岡崎絵理菜
- 岡田じゅりあ
- 島田真菜美
- 川原みなみ
- 川奈祐綺
- 工藤美紀
- 幸野ゆりあ[注釈 2]
- 廣川かのん
- 彩友美
- 成海亜紀
- 成瀬未夏
- 時東ぁみ（時東あみ）
- 月條りか
- 月森美亜
- 木下蓮乃
- 木村裕子
- 本拡樹
- 松下恵里香[注釈 3]
- 松本真南
- 柳川みあ
- 森まどか
- 森崎のどか
- 森麻紀子
- 楠原安里梨
- 樋口大起
- 橘乙芭
- 橘実里
- 江室里香
- 河合夏希
- 河合風花
- 河田実咲
- 清水えりな
- 清水咲希
- 電波子
- 田中可恋
- 矢倉さおり
- 石岡真衣
- 石川麻衣
- 石條遥梨
- 福嶋千秋
- 秋澤伊吹
- 篠崎愛
- 橘未来
- 舞花
- 芹澤李奈
- 若松優
- 英里香
- 菜々瀬柚香
- 葉川空美
- 西崎陽[注釈 4]
- 西恵利香
- 谷垣綾南
- 辰見栞[注釈 3]
- 郷美寿梨
- 里中裕奈
- 里久鳴祐果
- 金子将大
- 金野美穂[注釈 5]
- 鈴木恵子
- 長尾麻由
- 風間のん
- 高地優名
- 高橋リサ
- 高橋幸子
- 鷹那空実
- 志麻ほの花
- 西野ひかり

## 所属グループ（すでに存在しないものも含む）
- AeLL.（2011年1月1日 - 2014年9月14日） 
Activity Eco Life with Loveをコンセプトに「健康」、「エコ」、「環境問題」に真正面から立ち向かうアイドルグループ。
- Bety（2021年12月 - ）
- SUBっ娘（2015年12月12日 - ）
- 怪傑!トロピカル丸（2011年11月1日 - 2015年2月15日）
[つんく♂]命名、「トロピカル丸」という名の船に乗り水産業を応援するコンセプトを掲げていたアイドルグループ
- 純情!トロピカル丸（2013年11月1日 - 2015年2月15日）
怪傑!トロピカル丸が2グループに分かれた内の1グループ
- 青春!トロピカル丸（2013年11月1日 - 2015年1月30日）
怪傑!トロピカル丸が2グループに分かれた内の1グループ
- Ru:Run（旧：RuRian、2015年4月13日 - 2016年3月25日）
活動休止をしていた青春!トロピカル丸が改名し再スタートしたグループ、当初はRuRian(ルリアン）の名称であった。
- 全力少女R（2016年3月25日 - 2021年9月23日）
東京をメインに活動していたRu:Runと福岡県を中心に活動していたK-NEXT所属の流星群少女が合体して結成されたアイドルグループ。
- One Stopin Step（2016年10月28日 - 2017年5月30日）
「コンプレックス払拭アイドル」をコンセプトに活動していたアイドルグループ[6][リンク切れ]
- フレフレ男子（2017年11月3日 - ）
- Glitter Piece（2019年2月14日 - ）

## エピソード
スケジュール管理に当時企業間等のビジネスツールとしてしか利用されていなかったコラボレーションツールをいち早く導入し、メーカーに導入事例として取り上げられた。